# Narodowa Organizacja Cypryjskich Bojowników
Narodowa Organizacja Cypryjskich Bojowników (gr. Εθνική Οργάνωσις Κυπρίων Αγωνιστών – Ethniki Organosis Kiprijon Agoniston – EOKA, skrót rozwijany czasem: Εθνική Οργάνωσις Κυπριακού Αγώνος – Narodowa Organizacja Cypryjskiej Walki) – nacjonalistyczna organizacja narodowowyzwoleńcza Greków cypryjskich powstała w roku 1955, walcząca z władzą brytyjską na Cyprze oraz o wcielenie Cypru do Grecji (enosis). Przywódcą i twórcą organizacji był generał Jeorjos Griwas.

## Podłoże
Wielka Brytania przyrzekła, że jeśli Grecja przystąpi do I wojny światowej po stronie aliantów, dojdzie do zjednoczenia tego państwa z Cyprem, który był wtedy pod władzą brytyjską. Hellenowie odrzucili jednak tę propozycję, w wyniku czego obietnica nigdy nie została zrealizowana. W roku 1955 generał Jeorjos Griwas założył Narodową Organizację Cypryjskich Bojowników, by ta jednoczyła mieszkańców wyspy w walce z Brytyjczykami, w odróżnieniu jednak od Postępowej Partii Ludzi Pracy, która chciała walczyć z okupantem za pomocą strajków i demonstracji.

## Ideologia
Narodowa Organizacja Cypryjskich Bojowników była antykolonialną, antyimperialistyczną organizacją nacjonalistyczną, której głównym celem było „uwolnienie Cypru od brytyjskiego jarzma”. Drugim celem, nie uwzględnionym w deklaracji, której tekst rozdawano ludności 1 kwietnia 1955, była enosis – zjednoczenie Grecji i Cypru.
Choć ta ideologia znalazła odbicie w działaniach zbrojnych organizacji, którym dowodził przede wszystkim gen. Griwas, to jednak nie wszyscy ją podzielali, co widać po tym, że szef ramienia politycznego EOKA – Makarios, był, szczególnie pod koniec walk, zwolennikiem pójścia na kompromis z przeciwnikiem.
Pomimo tego, że organizacja stosowała metody siłowe, to jednak chciała osiągnąć cele polityczne, a nie militarne. W związku z tym jej działania były ukierunkowane na to, by zwrócić na Cypr uwagę międzynarodowej opinii publicznej, przez dokonywanie aktów sabotażu, które miały trafić na pierwsze strony gazet, o czym pisał sam gen. Griwas w swoich pamiętnikach.

## Działania zbrojne
Działania militarne organizacja rozpoczęła dnia 1 maja 1955, kiedy to przeprowadziła ona jednoczesne ataki na kontrolowaną przez Brytyjczyków Cypryjską Stację Nadawczą (dowódcą operacji był Markos Drakos) oraz na koszary armii brytyjskiej i na różne cele w Famaguście (dowódca – Grigoris Afksentiou). Tego dnia kolportowano także broszury informujące o celach organizacji i nawołujące Cypryjczyków do walki z okupantem.
W odróżnieniu od innych ruchów antykolonialnych, organizacja ta nie starała się przejąć kontroli nad żadną częścią terytorium Cypru, ale skupiała się na sabotowaniu brytyjskich instalacji wojskowych, przeprowadzaniu ataków na konwoje wojskowe oraz na dokonywaniu zamachów na żołnierzy wrogiej armii lub jej informatorów. Jak wspominał sam założyciel EOKA, było to spowodowane z jednej strony małymi rozmiarami wyspy, a z drugiej strony nieodpowiednim do tego typu działań terenem. Nie bez znaczenia były także dysproporcje między Armią Brytyjską a EOKA, przemawiające na korzyść tej pierwszej formacji.

## Formacja i struktura

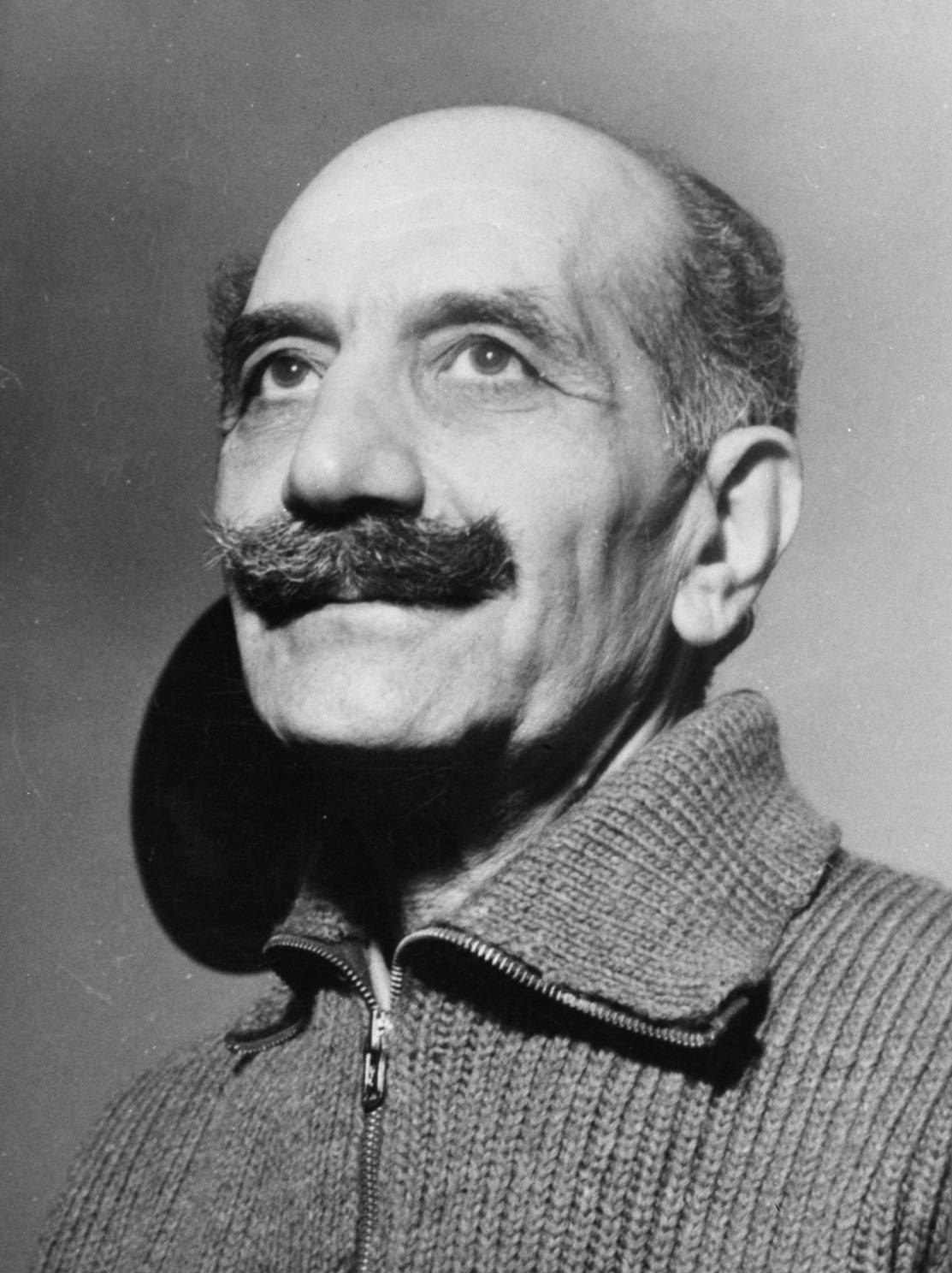
Gen. Jeorjos Griwas

Na czele organizacji stał gen. Jeorjos Griwas – dowódca o dużym doświadczeniu, który nauki pobierał w Greckiej Szkole Aspirantów i będąc oficerem armii greckiej brał udział w obu wojnach światowych po stronie Grecji. W roku 1941 założył Organizację Wojskową Grivasa przemianowaną później na Organizację Narodowego Oporu Wewnętrznego X, która walczyła najpierw z okupantem niemieckim, a później w czasie greckiej wojny domowej z komunistycznymi bojówkami Greckiego Ludowego Wojska Wyzwoleńczego. Przyjął pseudonim Digenis na pamiątkę bohatera eposu słynnego eposu średniowiecznego Wasilios Digenis Akritas, który bronił Bizancjum przed wrogami. Adiutantem gen. Griwasa był Grigoris Afxentiou, który służył na pograniczu grecko-bułgarskim i był absolwentem Akademii Oficerów Rezerwy na wyspie Siros, lecz nie miał doświadczenia bojowego.
Sytuacja na Cyprze różniła się od sytuacji w innych koloniach brytyjskich także tym, że nie było tam wielkich problemów ekonomicznych, ubóstwa, czy głodu. Klasa średnia, w większości popierająca Postępową Partię Ludzi Pracy dochody czerpała z handlu międzynarodowego, co popierała władza brytyjska. To wszystko powodowało, że trudno było znaleźć ludzi, którzy chcieliby ryzykować życie dla walki o niepodległość Cypru, dlatego też organizacja Narodowa Organizacja Cypryjskich Bojowników rekrutowała swoich członków głównie spośród młodzieży. Należał do niej znany aktor Sotiris Moustakas, który wstąpił do EOKA mając 15 lat. Roznosił ulotki i pisał narodowowyzwoleńcze hasła na murach, za co został aresztowany i uwięziony na siedem miesięcy.
Gdy walka osiągnęła apogeum, organizacja miała 1250 członków, z których 250 działało oficjalnie, a 1000 – w podziemiu. Stawiali oni czoła wojskom brytyjskim liczącym sobie 40000 żołnierzy. EOKA była wspierana aktywnie przez rząd grecki, który dostarczał jej broń i pieniądze, a także za pośrednictwem fal radiowych emitowanych z Aten prowadził akcje propagandowe. Koszt całej operacji trwającej cztery lata wyniósł £50,000.

## Cele

### Brytyjczycy
Głównym celem organizacji, jak to zostało napisane w tekście przysięgi, którą składali kandydaci na członków, oraz w deklaracji z 1955 roku, byli żołnierze armii brytyjskiej. W czasie całej kampanii EOKA brała udział w 1144 starciach zbrojnych, z których 53% miało miejsce w terenie zurbanizowanym, a 47% na terenach wiejskich. W walkach zginęło według oficjalnych danych 105 żołnierzy brytyjskich (nieoficjalnie mówi się o 371 zabitych) i 51 policjantów.
Poza żołnierzami ofiarami ataków byli także ludzie związani z brytyjskimi siłami zbrojnymi, członkowie rodzin żołnierzy, informatorzy, czy policjanci.

### Grecy cypryjscy
Celem ataków byli także ci Grecy cypryjscy, których podejrzewano o współpracę z władzami kolonialnymi. Często byli brutalniej karani i zabijani, niż Brytyjczycy. Choć zamachy na Cypryjczyków miały miejsce rzadziej, niż na wojskowych, to jednak były bardziej efektywne, zapewne dlatego, że sądzili, że nie są uważani przez organizację za wrogów. W czasie walki o niepodległość Cypru przeprowadzono 230 takich zamachów – 13 osobom udało się uciec bez szwanku, 148 Greków cypryjskich zostało zabitych, a 69 odniosło rany.
Wśród tych 148 uśmierconych osób o 23 wiadomo, że cechowały je poglądy lewicowe. Po zakończeniu walk zastanawiano się nad tym, czy orientacja polityczna miała wpływ na wybór celów zamachów dokonywanych przez EOKA, szczególnie gdy były przeciwne prawicowym poglądom gen. Griwasa.

### Turcy cypryjscy
Jedną z pierwszych działań podjętych przez marszałka polnego sir Johna Hardinga, mianowanego w 1955 roku gubernatorem Cypru, było zwiększenie liczby policjantów. Osiągnął to przez rekrutowanie głównie Turków cypryjskich, przez co policja nie odzwierciedlała proporcji ludności na wyspie. Uczynił to wbrew radom doświadczonych urzędników kolonialnych, którzy przewidywali, że tak duża liczba Turków w policji może doprowadzić do wielu napięć na tle narodowościowym. Powstały też Specjalne Mobilne Rezerwy, do których należały wyłącznie osoby narodowości turecko-cypryjskiej. Doprowadziło to do tego, że choć na celowniku EOKA znajdowali się wciąż przede wszystkim Brytyjczycy, to jednak wzrosła liczba zabójstw dokonywanych na ludności tureckiej – szczególnie dotyczyło to służb mających zaprowadzać ład na Cyprze.
Przed powstaniem narodowowyzwoleńczym, konflikty na tle narodowościowym były rzadkie. Sytuacja zmieniła się w roku 1956, a następnie pogarszała się przez cały okres kampanii EOKA.
W roku 1957 utworzona została Turecka Organizacja Oporu (TMT) i choć z EOKA miała wspólnego wroga, to jednak dochodziło czasami do krwawych starć między członkami obu stowarzyszeń. Najwięcej tego typu aktów wzajemnej agresji miało miejsce w 1958 roku, kiedy to EOKA zlikwidowało 55 Turków cypryjskich, a TMT – 60 Greków cypryjskich.

## Wydarzenia

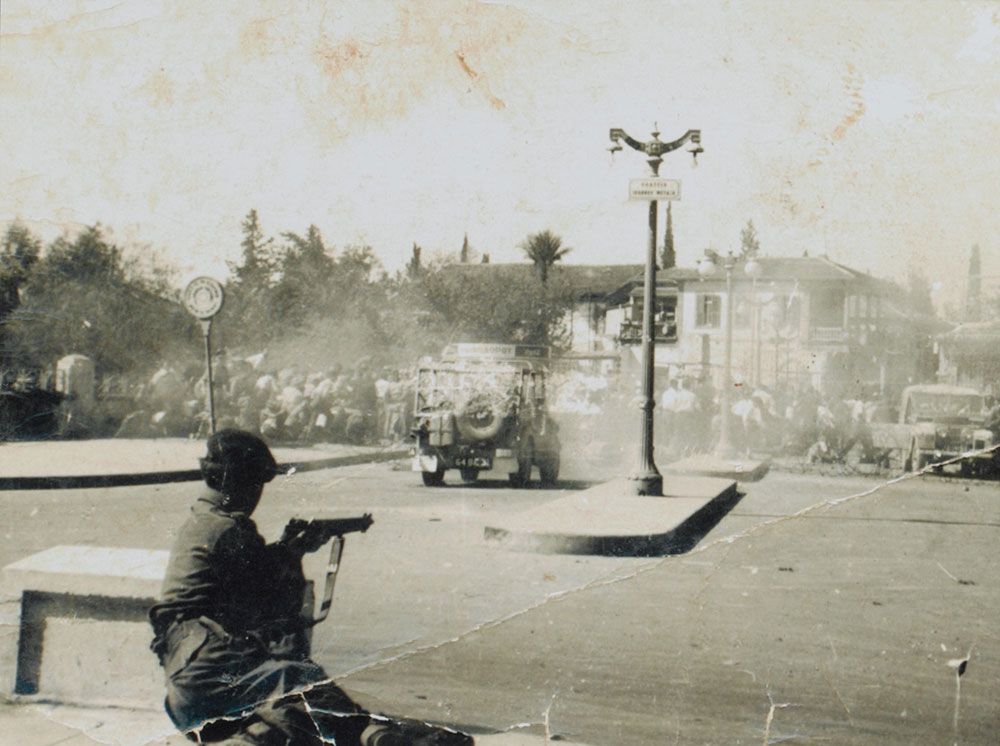
Walki w Nikozji, 1956

16 czerwca 1956 roku w restauracji wybuchła bomba podłożona przez członków EOKA, powodując śmierć Williama P. Botelera – oficera CIA pracującego pod przykrywką dyplomatyczną. Szef organizacji wystosował natychmiast deklarację, w której podkreślił, że celem EOKA nie jest szkodzenie obywatelom Stanów Zjednoczonych Ameryki, a także ostrzegł ich, by dla własnego bezpieczeństwa nie angażowali się w działalność żadnych struktur pozostających pod brytyjskim patronatem.
W październiku 1956 roku jeden z przywódców EOKA Pilots Christof został pojmany w czasie operacji Sparrowhawk. Rok później w czasie bitwy pod Machairas spłonął Grigoris Afksentiou. Wielu bojowników zostało uwięzionych i powieszonych, a ciała 11 z nich spoczywają wraz ze zwłokami czterech innych powstańców zmarłych w czasie walk i jednego zmarłego w szpitalu w wyniku odniesionych ran w Uwięzionych Grobach znajdujących się na terenie Centralnych Więzień Nikozji.

### Oskarżenie żołnierzy brytyjskich o tortury
W roku 2011 weterani walk o niepodległość pod szyldem EOKA oświadczyli, że zamierzają wytoczyć proces państwu brytyjskiemu. Organizacje kombatanckie twierdzą, że w latach 1955–1959 setki członków organizacji były torturowane w czasie przesłuchań dokonywanych przez kolonialne służby mundurowe. W ich wyniku zginęło podobno 14 Cypryjczyków, z których 2 nie miało wtedy skończonych 18 lat. Owe stowarzyszenia sugerują, że chodzi o praktyki podobne do tych, jakie miały miejsce w Kenii podczas powstania Mau Mau.

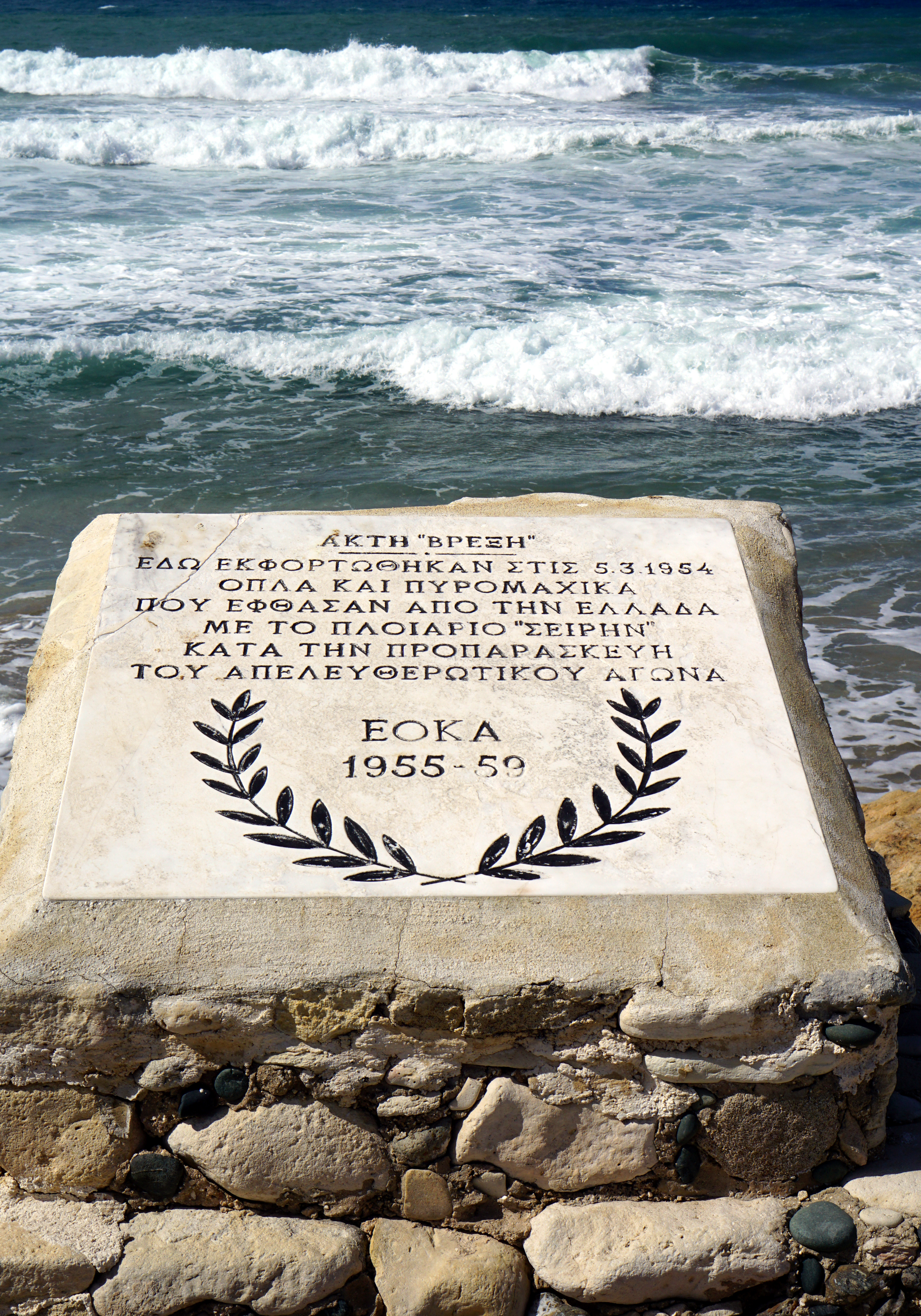
Tablica pamiątkowa u wybrzeży Cypru upamiętniająca EOKA

## Rozwiązanie organizacji i jej dziedzictwo
Oficjalnie kampania EOKA zakończyła się 31 marca 1959. W roku 1971 gen. Griwas utworzył organizację EOKA B, która miała na celu walkę o enosis. Po odzyskaniu przez Cypr niepodległości część bojowników zakładała organizacje, takie jak Unia Bojowników Miasta i Dystryktu Limassol, których zadaniem było o zachowanie pamięci o EOKA. W latach dziewięćdziesiątych XX wieku utworzono we wsi Palodia położonej w pobliżu Limassol dom spokojnej starości dla weteranów walki o niepodległość o nazwie Dom Bojowników EOKA (gr. Μέλαθρον Αγωνιστών της ΕΟΚΑ Melathron Agoniston tis EOKA).
W 1960 roku w Nikozji otwarto muzeum poświęcone historii organizacji.
Na metodach walki stosowanych przez EOKA wzorowały się także inne ruchy antykolonialne.